# Delta Pyxidis
Delta Pyxidis (40 Pyxidis) é uma estrela na direção da constelação de Pyxis. Possui uma ascensão reta de 08h 55m 31.52s e uma declinação de −27° 40′ 53.9″. Sua magnitude aparente é igual a 4.87. Considerando sua distância de 226 anos-luz em relação à Terra, sua magnitude absoluta é igual a 0.66. Pertence à classe espectral A3IV.